# Гуппоул (Іллінойс)
Гуппоул (англ. Hooppole) — селище (англ. village) в США, в окрузі Генрі штату Іллінойс. Населення — 180 осіб (2020).

## Географія
Гуппоул розташований за координатами 41°31′18″ пн. ш. 89°54′50″ зх. д. / 41.52167° пн. ш. 89.91389° зх. д. (41.521564, -89.914010).  За даними Бюро перепису населення США в 2010 році селище мало площу 0,89 км², уся площа — суходіл.

## Демографія
Згідно з переписом 2010 року, у селищі мешкали 204 особи в 75 домогосподарствах у складі 57 родин. Густота населення становила 230 осіб/км².  Було 83 помешкання (93/км²).
Расовий склад населення:
| - 94,6 % — білих - 1,5 % — корінних американців - 3,9 % — осіб інших рас |

До двох чи більше рас належало 0,0 %. Частка іспаномовних становила 6,4 % від усіх жителів.
За віковим діапазоном населення розподілялося таким чином: 28,9 % — особи молодші 18 років, 52,5 % — особи у віці 18—64 років, 18,6 % — особи у віці 65 років та старші. Медіана віку мешканця становила 39,0 року. На 100 осіб жіночої статі у селищі припадало 94,3 чоловіків;  на 100 жінок у віці від 18 років та старших — 90,8 чоловіків також старших 18 років.
Середній дохід на одне домашнє господарство  становив 42 157 доларів США (медіана — 34 615), а середній дохід на одну сім'ю — 45 461 долар (медіана — 35 833). Медіана доходів становила 51 944 долари для чоловіків та 22 500 доларів для жінок. За межею бідності перебувало 35,1 % осіб, у тому числі 46,8 % дітей у віці до 18 років та 13,5 % осіб у віці 65 років та старших.
Цивільне працевлаштоване населення становило 105 осіб. Основні галузі зайнятості: виробництво — 30,5 %, освіта, охорона здоров'я та соціальна допомога — 16,2 %, роздрібна торгівля — 12,4 %, мистецтво, розваги та відпочинок — 11,4 %.